# Anne Kristin Sydnes

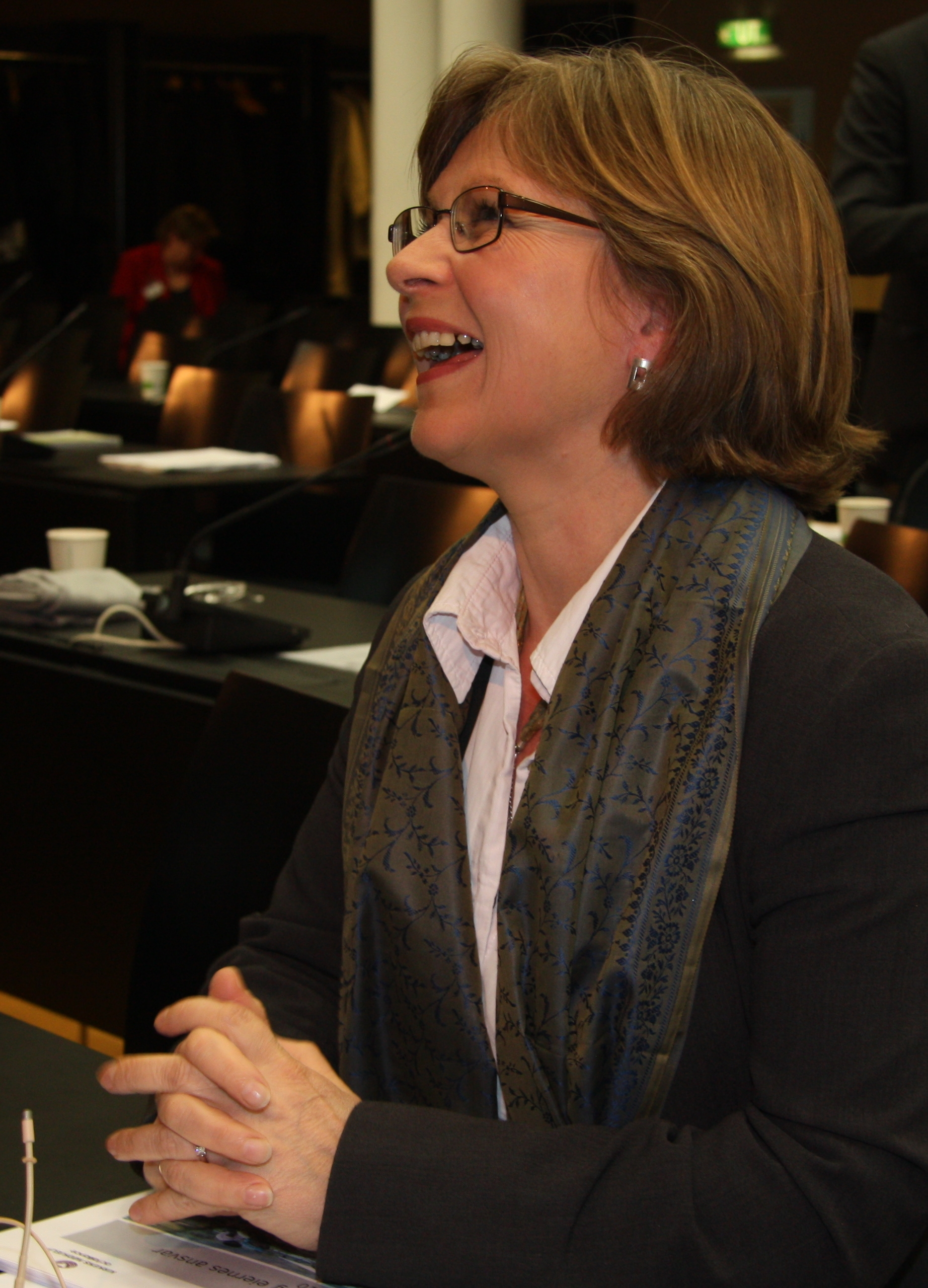
Anne Kristin Sydnes, 2010

Anne Kristin Sydnes (* 13. Mai 1956 in Oslo; † 3. März 2017 in Oslo) war eine norwegische Politikwissenschaftlerin und Politikerin der sozialdemokratischen Arbeiderpartiet (Ap). Von März 2000 bis Oktober 2001 war sie die Entwicklungsministerin ihres Landes.

## Leben
Sydnes war in ihrer Jugend in der Parteijugend der konservativen Partei Høyre, der Unge Høyre, engagiert. Sie studierte bis 1985 Staatswissenschaften als Hauptfach. Anschließend arbeitete sie bis 1995 als Forscherin für das Forschungsinstitut Fridtjof Nansens institutt (FNI). Für das FNI war sie anschließend bis 1997 als stellvertretende Direktorin tätig. Sie forschte dabei vor allem bezüglich Fragen, die den globalen Süden und Norden betrachteten. Im Jahr 1998 begann Sydnes für den Öl- und Gaskonzern Statoil zu arbeiten. Dort leitete sie den Bereich für Fragen bezüglich der Menschenrechte und für Landanalysen.
Am 17. März 2000 wurde sie zur Entwicklungsministerin in der neu gebildeten Regierung Stoltenberg I ernannt. Ihre Ernennung galt als Überraschung, zuvor galt in den Medien vor allem ihr Ehemann Jan Egeland als möglicher Kandidat für das Amt. Der Ministerposten war im Außenministerium angesiedelt. In dieser Position blieb sie bis zum Abtritt der Regierung am 19. Oktober 2001. In den Jahren 2007 bis 2011 war sie Direktorin der Auslandstätigkeiten der humanitären Organisation Kirkens Nødhjelp. Anschließend begann sie als Fachbeauftragte für das Wirtschafts- und Handelsministerium zu arbeiten.

## Privates
Sydnes war mit dem Politiker und Diplomaten Jan Egeland verheiratet. Mit ihm hatte sie zwei Töchter. Im März 2017 erlag sie im Alter von 60 Jahren ihrem Bauchspeicheldrüsenkrebsleiden, das bei ihr Ende 2014 diagnostiziert worden war.

## Werke
- Anne Kristin Sydnes und Helge Olav Bergesen: Natural Gas in Western Europe: Markets, Organizations and Politics. Fridtjof Nansen Institutt Oslo (1990)
- Anne Kristin Sydnes: Developing countries in global climate negotiations. Fridtjof Nansen Institutt Oslo (1991)
- Anne Kristin Sydnes, Helge Ole Bergesen und Kjell Roland: Norge i det globale drivhuset. Universitetsforlaget Oslo (1995)